# СК Україна (Баффало)

Емблема СК Україна (Баффало)

СК «Україна» (Соккер-Клуб «Україна» Баффало; Soccer Club Ukraine, Buffalo) — американський футбольний клуб з міста Баффало (штат Нью-Йорк, США).
Заснований українськими емігрантами 2000 року.